# Judibela
Judibela (en népalais : जुडिबेला) est un comité de développement villageois du Népal situé dans le district de Rautahat. Au recensement de 2011, il comptait 5 787 habitants.